# Saint-Malô-du-Bois

Saint-Malô-du-Bois este o comună în departamentul Vendée, Franța. În 2009 avea o populație de 1,463 de locuitori.